# تریومف اسکرامبلر
تریومف اسکرامبلر (به انگلیسی: Triumph Scrambler) یک موتورسیکلت ۸۶۵ سی‌سی، دوسیلندر، هواخنک، چهارزمانه با قدرت ۵۴ اسب بخار محصول کمپانی تریومف که در سال ۲۰۰۶ معرفی شد.

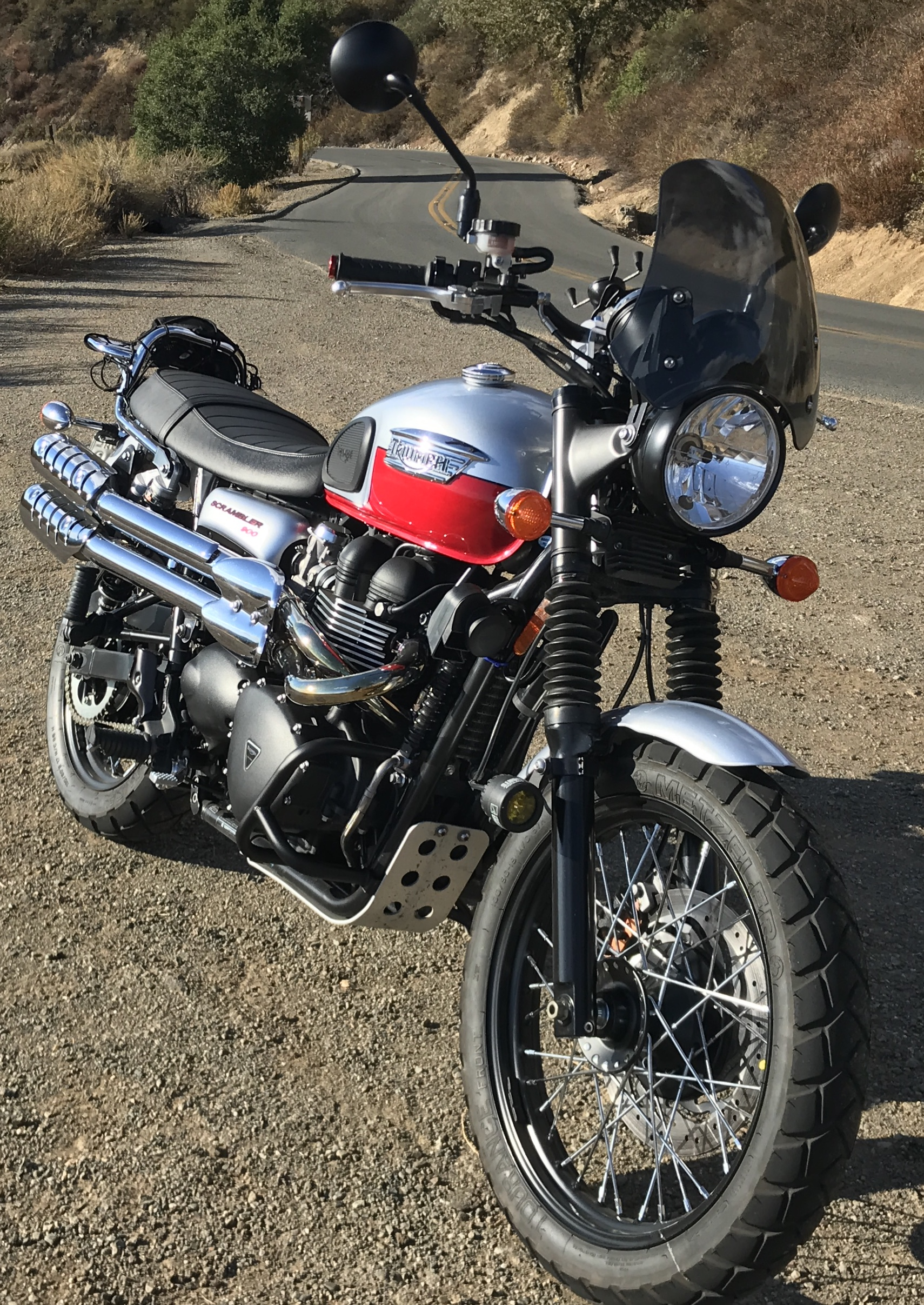
اسکرامبلر مدل ۲۰۱۴

## اسکرامبلر ۱۲۰۰
در ۹ اوت ۲۰۱۸ تریومف یک ویدیوی تیزر برای نسخه‌ای از اسکرامبلر با انجین ۱۲۰۰ سی‌سی مشابه ۸۹ اسب بخار منتشر کرد.